# 法輪功在香港

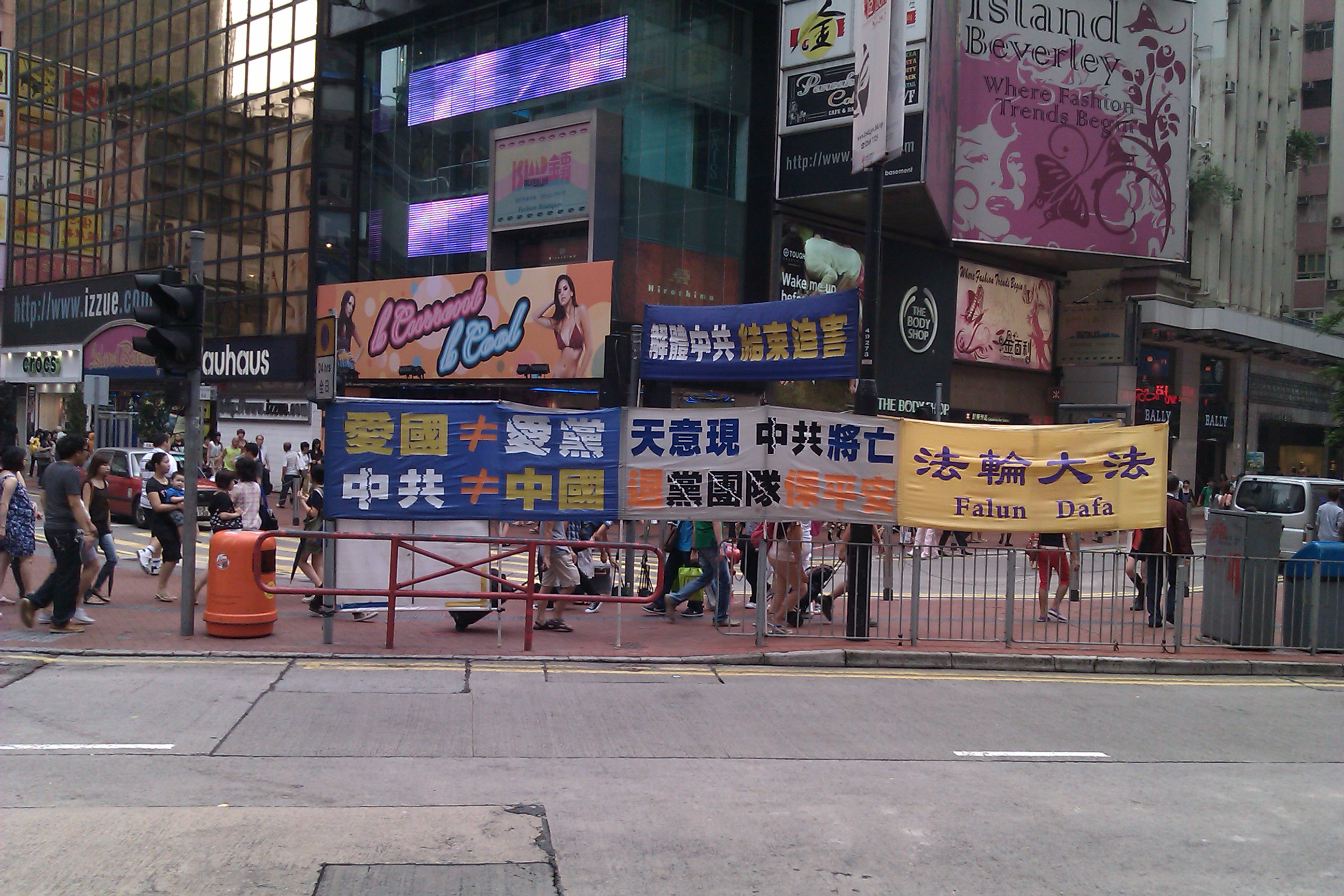
法輪功團體在香港市區宣傳，有明顯針對中國共產黨的標語（攝影於2011年7月）

法輪功於1996年在香港註冊為「香港法輪大法協會」，學員一直活躍。雖然法輪功於1999年已經被中華人民共和國政府取締，不過，香港的法輪功學員及註冊團體依然受香港法律所保障。
前香港行政長官董建華於2001年公開發表對法輪功的負面評論，惟時任政務司司長、後來擔任行政長官的曾蔭權則指出此僅為前者的個人意見。此外，香港前樞機主教陳日君、支聯會主席司徒華、前政務司司長陳方安生、民主黨創黨主席李柱銘和馮智活牧師等一些泛民主派政治領袖則公開支持法輪功。
2012年，被指具有中國共產黨政法委背景的香港青年關愛協會在香港公開鼓吹反對法輪功，前任行政長官梁振英則被質疑與該組織有關係，法輪功方面呼籲梁振英勿配合中共打壓。路透社2014年七一大遊行前夕發表〈香港的靈魂爭奪戰〉特稿指出北京當局近年將影響力伸進港府、媒體及宗教等層面，引爆了香港民怨；分析指出，法輪功學員遭遇香港青年關愛協會鬧場、打人，這類親北京團體是共產黨當局加強箝制香港的一環。香港及北京可靠消息人士指出，與共黨或北京政府有關的個人及組織，在香港的公民及政治生活層面，正在扮演更大角色，影響力已滲透香港的大街小巷、公司企業、媒體、宗教教堂及香港政府機關。
聯合國2013年3月發佈人權報告，關注香港新聞和言論自由惡化，以及香港法輪功學員的活動經常受阻，人權理事會對此表示遺憾，促請港府在訂定和執行政策時，必須確保符合人權公約中對公民享有宗教和表達自由的規定。

## 簡史
法輪功創始人李洪志曾在大嶼山舉辦演講，使在1995年5月13日香港人第一次聽聞法輪功或法輪大法。在2001年6月25日，香港法輪佛學會首次進行團體練習，以紀念中南海上訪事件兩週年，該事件發生在1999年4月25日，上萬名各地法輪功成員各自前往北京國務院國家信訪局上訪要求合法權益。

## 活動

### 集體煉功集會
每年7月20日，是法輪功被中國大陸政府定義為不法組織的日子，香港法輪佛學會集合學員在維多利亞公園煉功。

### 真相点

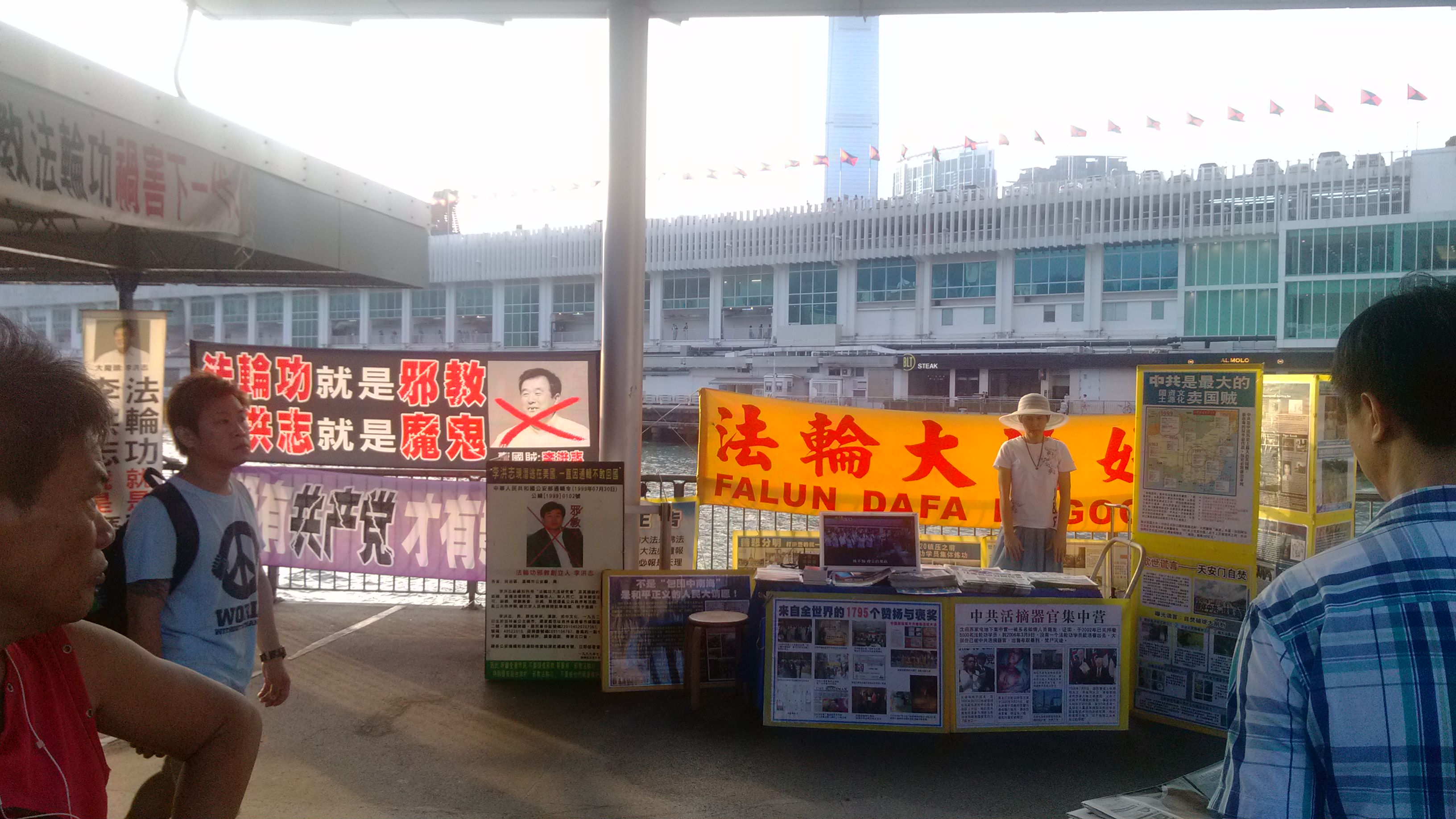
法轮功团体与反法轮功团体在香港渡轮码头的比邻宣传

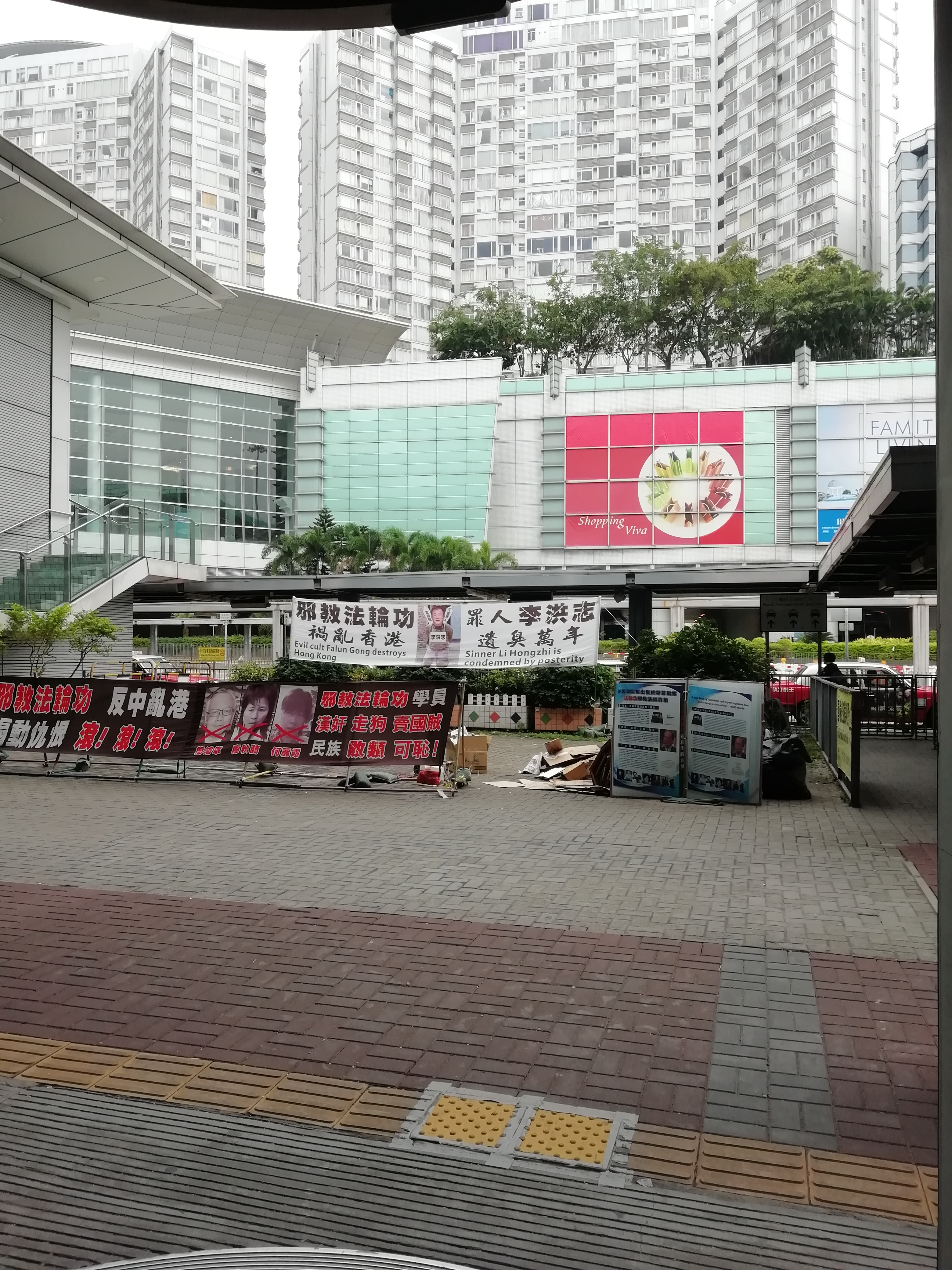
港铁红磡站外的反法轮功宣传广告

在香港的法輪功學員建立了不少真相点，法輪功學員周勝表示：「我們所做的主要是在反對、呼籲停止這場對法輪功的迫害，沒有任何政治目的；若法輪功沒有受到迫害，我們不需要出來向世界講真相。」這主要在香港市區的商業中心及遊客區，如行人專用區的旺角西洋菜南街、尖沙咀天星碼頭、入境事務大樓和金紫荊廣場往港鐵灣仔站的行人天橋。另外亦有部分設在鄰近中國內地的落馬洲公共運輸交匯處。落馬洲的攤位在公眾地方樹立了橫額和告示板，藉此推廣法輪功及批評中國共產黨。「天滅中共、天佑中國」是他們攤位標語的例子。攤位上提供中國共產黨以殘酷手段對付法輪功學員的資料，如蘇家屯事件事生還後進入中国政府的勞動營、法輪功學員活生生遭大規模系統摘取器官供移植獲利的指控。攤位上亦展示聲稱受酷刑的法輪功學員。「為安全退出中國共產黨」、「退出中國共產黨人數增加」亦是其主要是論點。

### 靜坐抗議
在2003年前，法輪功學員會每星期日會在中聯辦集會靜坐抗議，以支持其他法輪功學員因爭議行為在中國大陸被囚禁。但在2002年8月15日，被刑事檢控後他們每星期日會在西區警署集會抗議。

### 媒體
法輪功學員自行參與營運不同媒體，例如世界法輪功電台及《大紀元時報》。法輪功的義工免費在港鐵站外派發報紙，包括落馬洲及羅湖出入境管制站。他們亦利用互聯網來發佈法輪功的消息。他們會在網站公開發布法輪功練習地點、義務輔導人聯絡方式及電話。香港法輪佛學會亦舉行分享會、座談會及研討班來讓公眾認識。

### 遊行
法輪功常在元旦、七月一日、十月一日等參與遊行表達訴求。例如2016年元旦的遊行，在運動場集合，不過香港親共產黨媒體《香港商報》說，期間有親共團體愛港之聲等逾100人在運動場外批評法輪功學員、並阻撓學員步出場外遊行。隨後在警方要求，愛港之聲等團體和平散去。

## 香港學員面臨的困難

### 政府行動
根據香港《公眾衛生及市政條例》，除非徵得同意，在私人土地與政府土地上都不能張貼招貼或海報，違反即屬犯法，當局有權清除。而據地政總署《路旁展示非商業宣傳品管理計劃實施指引》規定，行人過路處、道路中央隔欄等處也禁止張貼宣傳品。在香港，法輪功支持者長年使用尖沙咀天星碼頭、紅磡車站出口等遊人密集地段進行宣傳，打出「天滅中共」、「法輪大法好」等標語和譴責中國共產黨的圖文展板，但在言論自由的原則下，當局未予干預。

#### 《基本法》第23條立法
中國政府及香港政府2002年起推動《香港基本法》第23條立法，引發香港市民高度憂心其中「反政治組織」的定義。香港人權觀察組織認為，這是針對法輪功，這將使香港市民支援愛國民主運動聯合會以及 法輪功很容易在香港遭到取締，該立法引發2003年香港七一遊行约35萬至70萬香港市民上街抗議。之後，香港政府決定在香港立法會無限期延後23條立法工作。

#### 場地租借受阻
雖然法輪功在香港的法輪功是合法註冊的組織，但它面臨著各種不同的困難。2001年1月15日，法輪功成功地在香港政府大會堂舉辦國際心得交流會此次公開活動被外界視為香港是否仍然能夠保持一國兩制的證明。據港媒報導是由政務司長陳方安生頂著中國政府、特首壓力同意租借場地。2003年，法輪功舉辦心得交流會，申請使用由香港政府康樂及文化事務署管理的場地遭拒絕。

#### 中聯辦請願阻街案
發生在2002年的第一宗港府對法輪功的刑事控訴案，試圖縮小法輪功學員的請願空間，香港市民權益也連帶受影響，但2004、2005年被香港法院分別撤銷，被認為保障了香港的言論自由。
- 2002年3月，包括5名外國籍（紐西蘭、瑞士）在內的16位法輪功成員在香港的中聯辦外街道上靜坐和平請願反迫害，被警察指「阻街」而被罰款，[30][31]在警方驅離時，數名法輪功學員拒絕配合而被控「阻差辦公」、「襲警」，學員因拒絕認罪而拒交罰款，後來有匿名者代繳。
- 美國國務院、英國及瑞典政府都表達了關注，但仍於2002年8月一審判決罪名成立。學員2003年9月提起上訴，並指責部份警察做偽證，原審法官偏袒判決等。[32]

##### 香港法院撤銷控罪
- 2004年12月香港高等法院上訴庭撤銷所有「阻街」罪名，恢復原來的請願空間。[33]學員續就「阻差辦公」、「襲警」罪名，上訴香港終審法院獲准。[34]
- 2005年5月香港終審法院判決推翻了其餘控罪，確定法輪功學員全部無罪，並認定警察在逮捕和平請願人士時行為不當。該判決摘要說「和平示威的自由是受憲法保護的權利。這些自由，構成香港社會制度的核心，因此法庭對這些自由的涵義，應該給予寬鬆的詮釋。」國際主流媒體路透社、法新社、美聯社、國際先鋒論壇報、BBC 及香港媒體等都報導此消息。[29]

#### 港府爭議性遣返、拒入境
- 2001年黑名單事件

2001年1月，台灣13名持有香港入境簽證的法輪功學員，遭港府拒絕入境。香港入境事務處否認拒絕原因和法輪功有關。但法輪功學員認為，香港入境事務處官員拒絕入境，是因為北京政府提供了一份黑名單。香港政府於2001年5月承認，它有一張「不受歡迎人黑名單」。
- 2003年2月港府暴力遣返台灣法輪功學員事件

2月20日和21日，450多名台灣法輪功學員持香港政府核發之合法簽証參加香港法輪功活動，但港府以保安為理由強行拘留80名學員。被拘留者指控港府暴力遺返、綑綁送上飛機，造成部分學員受傷。中華民國政府副總統呂秀蓮協同總統府人權諮詢小組、法輪功學員召開記者會，提出抗議並要求香港政府公開道歉，並質疑香港自由淪陷。
- 2007年7月港府暴力遣返數百名台灣法輪功學員事件

2007年7月1日前夕，發生香港史上最大規模遣返事件。大量台灣法輪功學員出席香港法輪功心得交流會議，至少500名持合法香港簽證的台灣法輪功成員，在香港機場被禁止入境且嚴重暴力遣返。此外，也有數百名法輪功學員遭港府拒發簽證。總計受影響者逼近千人。中華民國政府陳水扁總統親自接見遭遣返學員，並譴責港府。
- 2010年港府拒發藝術簽證事件，港府敗訴

在2010年，有法輪功學員參與演出、總部設在美國紐約的“美國神韻藝術團”，應香港法輪功團體邀在香港演藝學院演出，七場預售票已賣完。他們很早就提簽證申請，港府卻在原定演出時間一週前才拒絕其中6名關鍵技術人員的申請，導致神韻演出被迫取消。神韻方面質疑港府在最後一分鐘才拒絕簽證申請。美國《華爾街日報》評論，香港演出受阻事件，再一次顯示香港向中國大陸當局叩頭。主辦方提起司法覆核案，2011年3月香港高等法院判決港府敗訴，法官批評入境處「拒簽理由明顯失焦」。香港人權監察總幹事羅沃啟讚賞此判決「是一個重要的勝利」。

##### 香港法院判政府敗訴
針對2003年2月遣返事件，香港法輪功協會申請司法覆核，與台灣法輪功學員一起控告香港政府，香港法院2009年裁定香港法輪大法協會勝訴。首席法官馬道立在判決中罕見批評香港政府沒有透露有關禁令的信息。

### 北京施壓私營部門
除香港政府外，私人機構亦對法輪功在香港難以練習。《大紀元時報》發言人朱東彭（譯音：Amy Chu Tung-pan）（《大紀元時報》是法輪功學員制作的報刊），指部分學員稱《大紀元時報》曾詢問11間印刷公司印製報紙，但他們因北京政府政治壓力而拒絕。

### 香港青年關愛協會

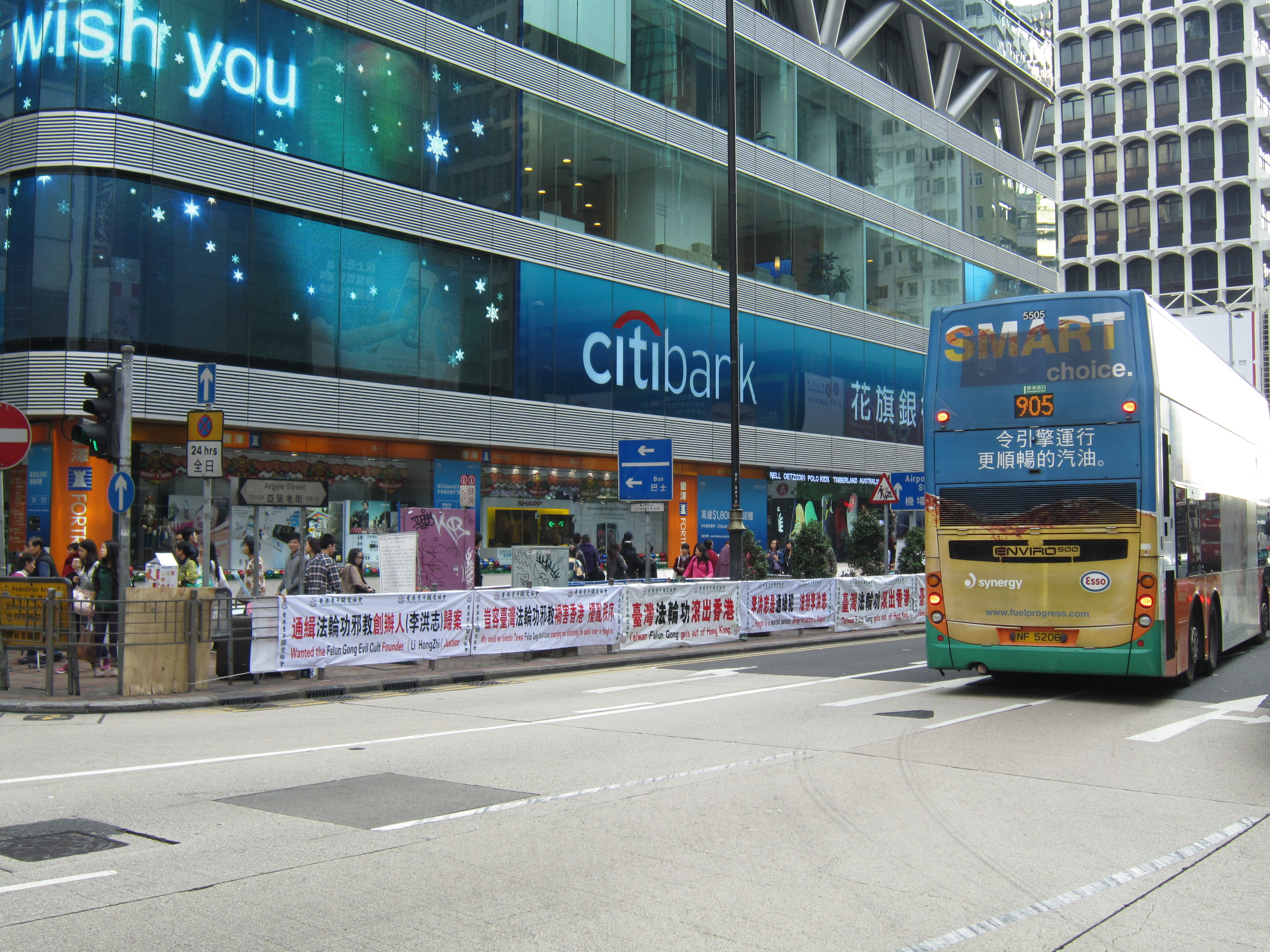
香港青年關愛協會懸掛在旺角惠豐中心外面的反法輪功橫額

路透社2014年七一大遊行前夕發表〈香港的靈魂爭奪戰〉報導，指出香港主權移交後，法輪功學員原仍可在街頭自由抗議共產黨當局迫害，但近一年多來卻常遭遇香港青年關愛協會鬧場、打人，這類親北京團體是共產黨當局加強箝制香港的一環。香港及北京可靠消息人士指出，與共黨或北京政府有關的個人及組織，在香港的公民及政治生活層面，正在扮演更大角色，影響力已滲透香港的大街小巷、公司企業、媒體、宗教教堂及香港政府機關。天主教人士也表示，中共國安情報人員，對香港神職人員加大監控。
香港有大量中國內地旅客旅遊，法輪功長期在遊客區講述其遭中共「鎮壓迫害」的情形。自2012年6月10日起，香港多個法輪功真相資料點旁出現了反對聲音，被指出有中國共產黨政法委系統、中共「反邪教協會」背景、並與特首梁振英相關、隸屬深圳關愛協會的香港青年關愛協會組織，成立於6月8日，自10日起就未經申請違法打出反法輪功標語、攻擊法輪功創始人之標語。沿尖沙嘴彌敦道900米的路段，被掛上多達184張橫額，北京道iSQUARE正門外更是鋪天蓋地，並以其橫幅強行遮擋「法輪功訴求橫幅」，影響法輪功言論自由，部分更違法懸掛於道路交界處的禁掛橫額及宣傳品區，有交通業界直指上述橫額阻礙司機視線，影響交通安全，並引起香港市民反感。有香港民眾自發在青關會誣衊法輪功橫幅，貼上「NOT FROM HK PEOPLE!」「他們不代表香港人」貼紙，表達對青關會的不滿。港媒指青關會以「人海戰術」「人釘人，橫額封橫額」的方式，讓「法輪功」徹底消失在途人的視線範圍。

#### 青關會亮刀事件
2012年7月，《壹週刊》指青關會成員一次在落馬洲的夜間行動中，有成員亮刀恐嚇並威脅記者和法輪功學員，拆走法輪功之橫額，連香港警方到場也無可奈何，警方並未追究其亮刀之刑責，並說是「鋸棍子用」。前立法會議員黃成智表示高度關注：「我覺得這是一個很大的事情，涉及有人用凶器威脅和恐嚇採訪自由，這是很嚴重的罪行。」又強調：「警方縱容這些人用這些態度來對待新聞採訪，更加不可以接受。」黃成智指一定會跟進事件，不允許兇徒明目張膽地持械威脅。香港記者協會主席麥燕庭則指，如有人用疑似武器恐嚇記者，「既涉及犯罪，又是嚴重破壞新聞自由和採訪自由」。而協會副主席林國安以手遮擋記者鏡頭，亦屬阻攔記者採訪之行為。

#### 「橫額戰」與言論自由
法輪功團體長期在香港鬧市展示橫幅，揭露中國政府「迫害」法輪功情況；2012年6月起青關會掛起更多更巨型的「反法輪功」白色橫額，將法輪功標語團團圍住，許多高達兩米、且多層、阻擋路人視線，標語內容挑起宗教仇恨。雙方形成「橫額戰」現象，引起港人反彈。
香港政府發言人2013年4月2日表示，有關「非商業宣傳品」對道路使用者構成危險，亦引起個別團體代表在公眾地方爭執，對行人造成極大滋擾或不便，決定對這些橫額加強執法。香港《明報》等媒體報導，香港食環署4月2日前往滿佈青年關愛協會固定巨型標語的尖沙嘴天星碼頭，將警告信貼在「反法輪功」標語上，警告青關會如不移走宣傳品，署方將強行拆除並追討費用、考慮刑事檢控。由於青關會、法輪功雙方皆無事前申請，青關會同意拆除，但要求法輪功亦應一併拆除。

法輪功學員則表示，法輪功橫額是「朝行晚拆」，只在學員請願時懸掛，每日離開時亦會拆走標語，佔據範圍不大、聚集人數不多，屬於表達訴求的「示威物品」，不認為橫額屬非法懸掛的「非商業宣傳品」，日後會繼續掛橫額。她又批評青年關愛協會霸道，以「鋪天蓋地」的方式懸掛橫額，歡迎政府加強執法。香港議員亦表示，過往香港法庭有案例，只要有人在場看守橫額，會被視為合法示威行動。《無線新聞》則報導，法輪功橫額在2002年曾被港府控阻街，但2004年香港高等法院上訴庭判決法輪功勝訴「法輪功橫額不是阻街」，並指「示威權利和道路使用者權利之間應作出平衡，任何持合理觀點的人都不會認為橫額造成非法阻礙」。

橫額問題亦引發香港立法會關注，泛民主派議員4月3日在議會中正式質詢。人民力量議員陳志全要求非法的「親共團體橫幅」，議員黃毓民亦要求拆除非法的「反法輪功標語」，親共議員則要求一起拆除法輪功學員橫幅。黃毓民公開指責此事件是中共陰謀，「這一般所謂反法輪功的，或者香港挺梁那些組織，全部都是共產黨外來組織。現在變成一個弔詭一個兩難，你要拆這些（反法輪功）就要拆法輪功那些，亦都是它的陰謀來的。」黃毓民呼籲香港人站出來抵抗中共黑手「撐」法輪功：「就是共產黨這個黑手干預香港，就是全方位干預香港的政治，他已經去到一個鉅細無遺的地步，好像當年文革那樣。今天你不撐法輪功，有朝一日你和法輪功一樣。」議員范國威擔心此事件反映（親共）左派團體的計謀得逞，最終達至滅聲的政治目的，「法輪功掛一個橫額，關愛協會用幾個反擊，將件事推到大家難以接受嘅邊緣，甚至造成滋擾，等大家一拍兩散、玉石俱焚，攬住一齊死」。他擔心日後一些反政府、反中共團體掛橫額時可能受阻，進一步收窄香港的言論自由。
國際特赦組織2013年關注近年來香港法輪功學員的請願活動，受到香港青關會的暴力侵擾、梁振英香港政府食環署的干預。

##### 反法輪功橫幅遭剪事件
- 法輪功學員受刺激而剪破兩面橫幅

根據立場親共港媒《新報》2012年9月13日報導，一名法輪功女學員7月29日在紅磡港鐵站外，剪毀2面青關會的「反法輪功」橫額，被警方逮捕，巡警供稱，在案發地點，見到被告手持一把剪刀曾查問被告，她以普通話回答：「他們（青關會）罵我們法輪功，所以我剪爛他們。」在警署錄口供時，被告自認行使正義且無罪，並撕破口供紙、抗拒套指模及拍照，因而被控兩項毀損罪、阻礙公職人員罪，3宗罪被裁定成立。

不過，裁判官於宣判時表示，被告過往無刑事紀錄，考慮到青關會橫額內容對她的信念有不敬之意，以致對她造成刺激才剪破2橫幅，而且被告並不了解香港法例，因此輕判罰款。青關會代表表示，將通過律師向特區政府律政司投訴判罰太輕，期望在刑罰方面能作出檢討，以保障市民的言論自由及私人財產。
- 香港市民拆青關會展板

根據《大紀元時報》報導，24歲的香港市民施先生，因質疑青關會受共產黨操弄，於10月13日拆折一塊展版，被青關會聘僱保安發現，遭控「刑事毀壞」受審，法官輕判監守行為一年。施先生對香港警方感到失望，但並不後悔。
- 不明人士剪破數十橫幅

2012年11月27日凌晨，該會於紅磡暢運道港鐵站外等地所掛的數十幅「反法輪功」橫額遭人破壞。有港媒報導，網友稱之為「彌敦道重光日」，稱涉案者為「烈士」。根據立場親共港媒《新報》報導，青關會副會長、江西井岡山市政協委員兼特聘香港委員林國安表示「香港警方已展開調查，由於香港是法治地方，雖然明知誰是「破壞者」，因未有證據，仍不能指名道姓說出誰人所為，只能抱懷疑態度」「不希望被人利用作為反中亂港的基地。」
警方聲稱已拘捕一名涉案男子帶署扣查，根據《大紀元時報》報導，香港網民一面倒地支持剪橫幅義舉，紛紛讚此人是「英雄」，並要求警方立即放人。11月30日，一名不具名香港男市民接受《大紀元時報》專訪，說明剪爛橫幅原因是抵制「赤化」，批評青關會所為超越言論自由的界限，並表示「相信毀橫幅的不只我一個」。

#### 誣告法輪功事件
- 2012年12月11日，香港粉嶺裁判法院判決法輪功學員勝訴無罪，理由是控告人青關會負責人林國安供詞前後不一。被告楊女士表示，2012年7月26日，青關會在落馬洲真相點懸掛大量誣衊、攻擊法輪功及創始人的橫幅，楊女士勸告林國安。當時林國安怒罵她，並自己他睡躺到地上大喊「打人」；並恐嚇威脅警察逮捕楊女士[75]。
- 2012年11月29日，青關會成員持橫幅棍故意推撞法輪功學員莊先生，但卻打到另一位青關會成員，於是誣告莊先生傷害；警方看見現場錄像證實為誣告，無條件釋放莊先生。莊先生表示，他是第二次遭誣告，落馬州真相資料點有多位法輪功學員都曾遭誣告[76]。

#### 炸彈恐嚇疑案
2016年1月，法輪功在香港舉辦心得交流會，青關會成員與黑幫涉入「炸彈恐嚇案」導致交流會被迫取消，香港警方逮捕部分人士並指疑犯目的是要擾亂法輪功活動無法進行。

#### 香港人權組織關切
民間人權陣線警權關注組發言人王浩賢表示，就香港青年關愛協會所引發的事件顯示出中共的危機感，所以才進一步收緊香港的思想控制:「我們見到其實中共那個思想控制越來越明顯，我們見到譬如國民教育很明顯是一個洗腦式的教育。你說會不會進一步有越來越多的思想控制，其實這個是不出奇的，尤其在一個政權越來越感覺自己危機的時候。」

## 香港名人看法輪功

### 陳日君樞機主教
被香港社會譽為「良心主教」的天主教香港教區前樞機主教陳日君，曾於2000年10月撰文投書媒體，公開指出中國政府在港直屬機關中聯辦干涉教區事務，干預宗教自由。在人大首次釋法後，時為助理主教的陳日君就指責中華人民共和國政府拆散無數美好的家庭。
陳日君又指「不能視法輪功為邪教」，並批評董建華任特首的香港特區政府「遏製法輪功活動」，等於在「壓制港人的宗教自由」。特首董建華2001年發表定法輪功為邪教的言論、並推動《邪教法》立法，陳日君回應：「（中央政府）今天對付法輪功的手法，明天也可能會用來鎮壓天主教地下教會。」「（港府）一方面指法輪功在港並無犯法，但另方面卻探討立法打壓法輪功，有『自打嘴巴、自相矛盾』之嫌。」他更擔心港府今日為取締法輪功而訂立《邪教法》，日後便可「為所欲為」 ，以《邪教法》對付包括天主教在內的正統宗教。他強調，天主教必定強烈反對港府制訂《邪教法》。
陳日君在2006年強烈批評北京政府將民間修煉團體法輪功，以企圖顛覆中共政權為名定為非法組織。他說「如果你要幫那些弱勢的人講話，那些沒有機會出聲的人講話，你要講得大聲一點才行，否則人家聽不到。」

### 司徒華
香港基本法起草委員會委員、香港市民支援愛國民主運動聯合會創辦人暨前主席司徒華，長期聲援、參與法輪功的反迫害活動，並公開聲援退出中國共產黨運動。司徒華認為「法輪功反迫害的抗爭行動，其實是爭取中國人權運動的一部份。」

司徒華多次親自出席聲援法輪功活動，曾於2004年表示，世界各地被迫害的人都是朋友「法輪功受到的迫害，是在『一黨專政』下發生的悲劇；而1989年「六四」死難者的親人，到現在仍然受到迫害。」2010年公開表示「法輪功學員11年來秉持真、善、忍的精神，在反迫害中不斷壯大，值得人們學習。」

司徒華公開支持法輪功學員「勸退黨」，他認為「公開聲明三退是必要的」。2010年10月1日，他又為香港聲援中國8千萬人退出中國共產黨及其附屬組織的集會做錄音發言。

### 董建華
2001年6月14日，時任香港特別行政區行政長官董建華在香港立法會（立法會發言時，有可免於誹謗訴訟的權利）發言時表示：「毫無疑問，法輪功是一個邪教，它的組織很嚴密，財源很豐富，以及是一個有政治性的組織。它在內地傷害了很多家庭，我們在香港的確要密切注意法輪功，不要讓它危害香港社會的安定，亦更加不可以讓它危害內地社會的安寧。……香港的法輪功和內地的法輪功是一個教主、一樣教條，所以我們要密切注意的。我也想強調一下，其實法輪功不是一個宗教，它自己也這樣說，所以其實不涉及宗教自由的任何方面問題。」另一位問責官員，前香港保安局局長葉劉淑儀指法輪功是不當的團體及有邪教觀點。但時任政務司長、後來擔任特首的曾蔭權則指出是董建華的個人意見。
但社會民主論壇、基督教工業委員會等三十個團體曾聯署致信董建華表示：「特區政府還未發現法輪功學員有任何違法行為，也未列出證據證明法輪功是邪教，特區政府對法輪功的言論是不合理不公平的，並損害本港結社、言論、集會、宗教等自由」，並要求「1. 停止針對及壓迫法輪功的言論及行為；2. 尊重並維護港人一向所享有的結社、言論、集會、宗教等自由。」

### 陳方安生
被譽為「香港良心」、曾官居香港二號人物政務司長的陳方安生出席香港2006年爭取普選七一大遊行時，當眾公開表示：「法輪功好，很多人都知道法輪功，很多人都支持法輪功。」
中央政府駐港機構中聯辦2001年批評香港法輪功，陳方安生回應「港府會依法辦事，只要法輪功團体遵守香港法律，港府會繼續批准其在港活動。」
陳方安生2001年突然辭去政務司長一職，被認為是因為她對法輪功的同情和支持，她任內還頂著中共壓力同意租借「中環大會堂音樂廳」給法輪功學員召開2001年1月國際法會；她辭職日，正好隔天是香港法輪功千人集會抗議中共鎮壓。此外，她還邀請諾貝爾文學獎得主高行健來港，也被認為得罪中央。

### 馮智活牧師
前香港立法局新界北議員、聖公會牧師馮智活撰文表示：“法輪功事件不但是罪行式的政治迫害，也是文化大革命式的顛倒是非。歷史證明，是非黑白絕不能以政治力量或武力或任何勢力可以顛倒的，歷史洪流是正義的，雖然黑暗一時得勢，但日後終必被征服被糾正，那怕是秦始皇，是希特勒，只有愚蠢的人才會肯挑戰真理，他們以為可以勝利，其實一開始，就註定是失敗。我不敢想像這場浩劫會到何時完結，不敢想像這場比文化大革命更暴力更瘋狂更反人性的鬥爭釀成的生靈塗炭是如何重大，我對無數受傷害的生命及心靈感到悲哀至極，無數的施暴者的無知及被迫淪為幫兇令我感到極大惋惜及痛心。但我知，真理必勝，正義長存，法輪功不會在神州大地消失，相反，它定會再開花結果，正如它已經在世界其他地方盛放一樣。對它多一點迫害，只證明自己多一點野蠻無理，何苦呢！對生命多點尊重和憐憫罷，還是及早收手罷！”

### 吳志森對陣梁立人
被認為極親共、經常批評民主制度的梁立人在親共左報《文匯報》上嚴厲指控，但未提出證據。他說：「『法輪功』初被定性為非法組織時，尚有一些人對他們抱有同情的態度，但現在『法輪功』越來越令人討厭，為什麼呢？原因有三：一，『法輪功』違背科學，具有邪教的特質；二，『法輪功』已趨向政治化，並且投靠及收取國際反華勢力的資金來攻擊自己的國家；三，『法輪功』不說實話，造謠生事，否定中國的進步，惡毒攻擊現執政黨。」
資深傳媒人吳志森回應上文說：標題夠嚇人，但只需看頭幾段，就無法再讀下去，內容粗糙不堪不用說了，遣詞用句，彷彿時光倒流，又回到六、七十年代的極左時期；左報對成名的大批判，斷章取義，上綱上線，羅織罪名；這種手法，在過去幾十年的政治運動中，屢見不鮮。

### 羅宇、古德明
與習近平兩代世交的中共大將及前副總理羅瑞卿之子羅宇2015年底開始在香港《蘋果日報》發表〈與習近平老弟商榷〉系列文，呼籲已公開紀念胡耀邦的習近平「得人心者得天下」順應民意主動改革，五步驟落實逐步民主化、廢除導致中國遍地危機的一黨專政、盡早平反六四事件及法輪功這兩件違反中國憲法及國際法的最大冤假錯案並賠償死難者，不要為江澤民背黑鍋，懲辦江澤民及活摘器官劊子手。
專欄作家古德明在《蘋果日報》2015年10月21日提到，因法輪功多年來力抗中共，而對法輪功學員頗有好感。但他疑問，因為對習近平掃除江澤民餘黨，親法輪功媒體近年對習越加稱頌、認為習與其他中共領袖不同。古2016年3月16日再投書，認為親法輪功媒體所稱中共是指「江澤民的『邪黨』」。現在習近平剪除江澤民舊部，自固權位，於是親法輪功媒體紛稱讚習近平，《人民報》2016年2月還刊登文章指「習近平帶領全國人民，從中共體制走上中華文化復興道路，認祖歸宗」目的在還政於民，「（習近平）佔據中共最高職位，以中共之道還治邪黨之身，得展美好的抱負。」